# Henk Engelsman
Hendrik Barend (Henk) Engelsman (Batavia (Nederlands-Indië), 9 december 1914 – Schiedam, 21 september 1979) was een Nederlands jurist, ambtenaar, sociaaldemocratisch politicus en bestuurder.
Henk was de zoon van onderhavenmeester en inspecteur Barend Hendrik Engelsman en Maria van Bork, en had drie broers. Na de h.b.s.-b studeerde Engelsman Nederlands recht aan de Rijksuniversiteit Leiden.
Na de Tweede Wereldoorlog was hij actief bij de Politieke Opsporingsdienst en werd hij in november 1945 benoemd tot partijloos lid van de tijdelijke gemeenteraad van Schiedam, en na de verkiezingen van 1946 werd hij er ook in gekozen, nu namens de Partij van de Arbeid. Hij werkte als ambtenaar, eerst bij het Ministerie van Handel en Nijverheid (rond 1947), later bij het Ministerie van Economische Zaken als secretaris en afdelingshoofd. Van 1956 tot 1978 was hij lid van de Provinciale Staten van Zuid-Holland.
In oktober 1958 werd Engelsman voor het eerst tussentijds in de Tweede Kamer der Staten-Generaal benoemd, echter slechts voor enkele maanden. Na enkele jaren werd hij in 1962 wederom tussentijds benoemd, maar in 1963 werd hij direct voor een volledige termijn van vier jaar gekozen, tot 1967. Daartussenin keerde hij terug als hoofdadministrateur bij het Ministerie van Economische Zaken. In de Tweede Kamer hield hij zich onder andere bezig met een breed scala aan onderwerpen, zoals ambtenarenzaken, binnenlands bestuur, onderwijsaangelegenheden (leerplicht), bezitsvorming, financiën, justitie (o.a. Algemene termijnenwet, regels omtrent makelaars) en economische zaken (prijsbeleid). Hij voerde in 1965 het woord bij de behandeling van de ontwerp-Wet algemeen burgerlijk pensioenfonds.
In 1965 verwisselde hij de Schiedamse gemeenteraad voor de Rijnmondraad, een Openbaar Lichaam voor de regio Rijnmond, waar hij tegelijk ook gecommitteerde en plaatsvervangend voorzitter van werd. In 1970 verwisselde hij dit voor een functie als gedeputeerde bij de Provincie Zuid-Holland, belast met milieu, sociale aangelegenheden en economische zaken, welke hij acht jaar zou vervullen. Daarna keerde hij terug naar gemeenteraad van Schiedam, waarvan hij nog een jaar lid zou blijven, tot zijn overlijden.
Engelsman trouwde in mei 1944 met Topy Flink. Hij werd in 1978 benoemd tot Ridder in de Orde van de Nederlandse Leeuw.
- Biografisch Portaal: 43907051
- International Standard Name Identifier: 0000 0003 9658 8971
- Nederlandse Thesaurus van Auteursnamen: 073539732
- Parlement.com: vg09ll0hhuya
- Virtual International Authority File: 291517204
- WorldCat: E39PBJwCYpRy7w8tVVHHBWwpyd